# Zwartkijken
Zwartkijken (Frans: Idées noires) is een Belgische stripreeks van André Franquin. De gagstrip verscheen voor het eerst in 1977 en is een reeks die uitsluitend uit zwarte humor bestaat. De serie is dan ook alleen met zwarte inkt getekend en de personages bestaan enkel uit silhouetten. Voor een aantal gags zorgden andere auteurs voor het idee, meer bepaald Yvan Delporte, Luce Degotte, Marcel Gotlib, Paul Ide en Jean Roba. De gags verschenen oorspronkelijk in de bijlage Le Trombone illustré en in het striptijdschrift RHAA LOVELY. De strip werd tot 1983 verdergezet in het Franse stripblad Fluide glacial.

## Albums
- Zwartkijken 1 (1981)
- Zwartkijken 2 (1984)

### Integralen
Deze albums werden later ook integraal uitgegeven in:
- Zwartkijken Kompleet (1988)
- Zwartkijken Integraal (2008)

In 2018 verscheen bij Blloan een nieuwe uitgave met dossier.